# Операция «Непоколебимая решимость»
Операция «Непоколебимая решимость» (англ. Operation Inherent Resolve, OIR) — военная операция вооружённых сил США и их союзников против международной террористической организации «Исламское государство». Финансовое, разведывательное и материально-техническое обеспечение и политическую поддержку операции осуществляли более 20 стран. За год проведения операции с августа 2014 года коалиция потратила более 3 млрд долларов.

## Ход операции
Операция берёт своё начало с авиаударов 8 августа 2014 года. В соответствии с отчётом министерства обороны США в период 2014—2015 в нанесении авиационных ударов были задействованы ВВС США, Австралии, Канады, Дании, Франции, Иордании, Нидерландов, Великобритании, Бахрейна, Саудовской Аравии и ОАЭ. Помимо этого в уничтожении инфраструктуры исламистов привлекались корабли ВМС США, развёрнутые в акватории Красного моря и Персидского залива.
По данным на 20 августа 2015 года было проведено 6228 авиаударов, из которых 3847 пришлись на территорию Ирака, a 2381 — по территории Сирии. По данным на 7 августа 2015 года, было уничтожено более 10 тысяч целей, из которых 119 танков, 340 лёгких грузовиков HMMWV, 2577 огневых позиций и т. д. Полная стоимость операции к 31 июля 2015 года достигла 3,5 млрд долларов, что в среднем составляет 9,8 млн долларов в день в течение 357 дней операции. С американских эсминцев по объектам террористов были выпущены 47 крылатых ракет.
5 февраля 2018 года США начали вывод войск из Ирака.
4 мая 2018 года в рамках операции «Непоколебимая решимость» самолёты с авианосца США «Гарри Трумэн», находящегося в Средиземном море, нанесли удары по террористам «Исламского государства» в Сирии.
Вашингтон объявил о завершении активной боевой миссии в Ираке к концу 2021 года, соглашение об этом заключено с иракским премьером Мустафой аль-Казыми. Пентагон больше не будет принимать участие в масштабных операциях на территории страны, но займётся обучением бойцов Вооружённых сил Ирака, а также точечной борьбой с террористами ИГ.
По данным американского командования, за 2022 год США и их союзники уничтожили 686 и взяли в плен 374 боевика ИГ в Ираке и Сирии, при этом силы США потерь не понесли.

## Боевая техника

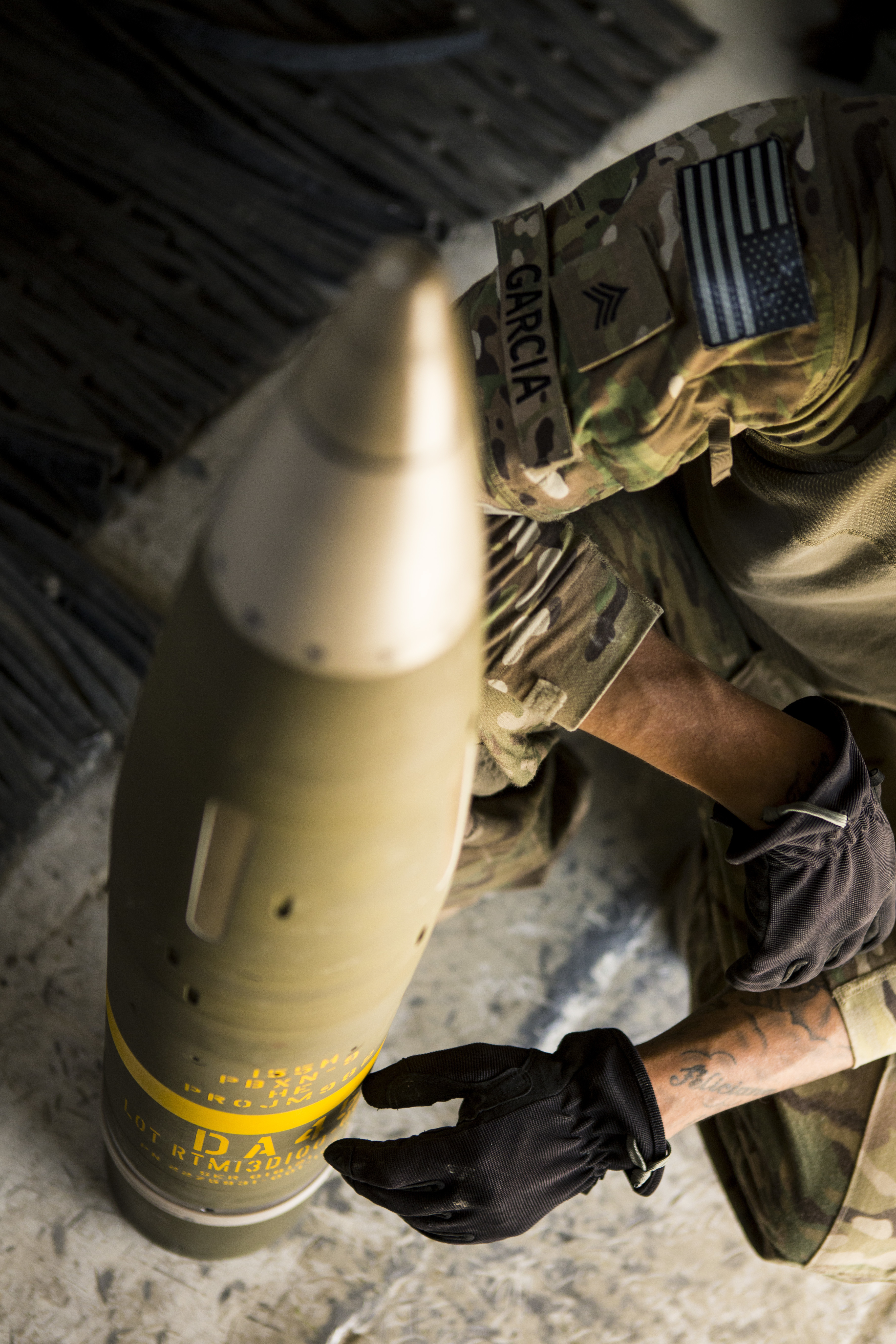
155-мм снаряд к самоходке M109 на авиабазе Al Taqaddum в Ираке 27 июня 2016 года. 4-1-й артиллерийский дивизион 1-й бронетанковой дивизии США в составе оперативной группы Al Taqaddum принимает участие в операции «Непоколебимая решимость» по борьбе с ИГ

M109А6 на авиабазе Al Taqaddum в Ираке 27 июня 2016 года. 4-1-й артиллерийский дивизион 1-й бронетанковой дивизии США в составе оперативной группы Al Taqaddum принимает участие в операции «Непоколебимая решимость»

### США
- В-1В, F-15E, F-16A, F-22A, F/A-18, AV-8B, KC-135R, RC-135, MQ-1, MQ-9, F-35[15][16].

### Австралия
Австралия вступила в операцию с 23 сентября 2014 года. Авиаудары наносились по территории Ирака с авиабазы Аль-Минад (ОАЭ).
- F/A-18F, E-7A, KC-30A

### Бельгия[17]
Бельгия вступила в операцию с 26 сентября 2014 года. Авиаудары наносились по территории Ирака с авиабазы Ас-Салти (Иордания).
- F-16A

### Канада
Канада вступила в операцию с 21 октября 2014 года. Авиаудары наносились по территории Ирака с авиабазы Али-ас-Салем (Кувейт).
- CF-18А

### Дания
Авиаудары наносились по территории Ирака с авиабазы Али-ас-Салем (Кувейт).
- F-16A

### Франция
Франция вступила в операцию с 5 октября 2014 года. Авиаудары наносились по территории Ирака с авиабазы Аль-Дафра (ОАЭ).
- Рафаль, KC-135FR, Атлантик-2

### Нидерланды
Нидерланды вступили в операцию с 3 октября 2014 года. Авиаудары наносились по территории Ирака с авиабазы Ас-Салти (Иордания).
- F-16A

### Великобритания
Великобритания вступила в операцию с 3 октября 2014 года. Авиаудары наносились по территории Ирака с авиабазы Акротири (Кипр) и Аль-Удейд (Катар).
- RC-135W, Торнадо GR4, Вояджер КС2/3

### Бахрейн
Авиаудары наносились по территории Сирии.
- F-16А

### Саудовская Аравия
Авиаудары наносились по территории Сирии.
- F-15S

### ОАЭ
Авиаудары наносились по территории Сирии.
- Мираж, F-16A

## Название операции
Официальное название операции было дано только через два месяца после её начала. Представители командования вооружённых сил США считают что: «имя операции призвано отразить собой непоколебимую решимость и глубокую приверженность США и стран-партнеров в регионе, а также во всем мире к уничтожению террористической группировки ИГ и устранению угрозы, которую она представляет для Ирака, региона и всего мирового сообщества».